# سي بي كيارا ناغاي غو واردو
سي بي كيارا ناغاي غو واردو (باليابانية: CBキャラ永井豪ワールド) هي سلسلة أوفا أنمي، من إنتاج استوديو ترانغل ستاف، عرضت في سنة 1991، وتكونت من ثلاث حلقات، وهي من تأليف جو ناغاي.

## وصلات خارجية
- سي بي كيارا ناغاي غو واردو على موقع ANN anime (الإنجليزية)
- CB Chara Nagai Go World at The World of Go Nagai webpage (باليابانية)
- CB Chara Nagai Go World at allcinema (باليابانية)